# لنه آنس
لنه آنس (انگلیسی: Lene Aanes؛ زادهٔ ۱۸ ژوئیهٔ ۱۹۷۶) کشتی‌گیر اهل نروژ است.